# 詹姆斯·哈迪·威尔金森
詹姆斯·哈迪·威尔金森，FRS（英語：James Hardy Wilkinson，1919年9月27日—1986年10月5日）是英国数学家和计算机学家，在数值分析领域具有杰出贡献。数值分析是应用数学与计算机科学的交叉学科，特别在工程和物理学上具有显著的应用。

## 生平
威尔金森1919年9月27日生于英国肯特郡的斯特洛特，大学在英国剑桥大学三一学院接受教育，并以班级最好的成绩毕业。二战爆发后，1940年，他开始研究弹道学，并与1946年进入英国最著名的学术机构之一英国国家物理实验室（NPL）的数学部，期间研制了电子计算机Pilot ACE。他为NPL服务长达34年，直至1980年退休，曾长期担任NPL的学术长官。
之后任斯坦福大学客座教授。1986年10月5日在英国特丁顿的家中病逝，享年67岁。

## 贡献

### Pilot ACE
在NPL，威尔金森一开始协助图灵设计计算机Pilot ACE。图灵离开NPL后，他接手整个项目，使得Pilot ACE于1950年5月10日，第一次正式试运行成功。

### 数值计算
威尔金森的主要贡献是在数值计算领域，尤其是在数值线性代数方面，发现很多有意义的算法。1960年，他在研究矩阵计算误差时而提出“向后误差分析法”，目前是计算机上各种数值计算最常用的误差分析手段。

### 数值计算软件包
1976年后，威尔金森积极参与并推动成立了一个非赢利性的Numerical Algorithms Group Ltd．的公司以开发和推广数值分析和统计分析的软件包，并在EISPACK软件包（美国阿贡国家实验室于1972年开发）计划中，也曾积极参与并贡献过力量.

### 著作
- 《代数处理中的舍入误差》(Rounding Errors in Algebraic Processes，Prentice·Hall，1964)
- 《代数特征值问题》(The Algebraic Eigenvalue Problem，Clarendon pr.，1965．中译本由石钟慈等译，科学出版社出版)，
- 《自动计算手册卷2：线性代数》(Handbook for Automatic Computation，V01．2，Linear Algebra，Springer，1971，与C．Reinsch合著)

## 荣誉
1963年剑桥大学授予名誉博士学位，1970年，工业和应用数学会授予他冯·诺伊曼奖。1969年当选为英国皇家学会院士，1987年被追授美国数学会的Chauvenet奖。

### 图灵奖
1970年，他获得了图灵奖，其颁奖词是：“因其在数值计算领域的研究，他在线性代数计算与向后误差分析法方面的工作，获得广泛赞誉，促进了高速数字计算机的应用。”

英文：
|  |  |  |

并做了“一个数值分析家的若干意见”(Some Comments from a Numerical Analyst)的演讲。
1991年设立了以他命名的威尔金森奖，用于表彰优秀的数值分析软件作者。

## 脚注
1. ↑  威尔金森[永久] 数值分析专家和研制ACE计算机的功臣